# P-7巡邏機
Lockheed P-7是一款由洛克希德公司為美國海軍研製，用以取代P-3獵戶座海上巡邏機的反潛機，P-7具有和P-3 非常相似的配置。然而，在1990年7月該計劃被取消之前，研發進度並沒有取得太大進展。

## 發展
1980年代中期，由於P-3獵戶座海上巡邏機逐漸到達積體使用年限，因此美國海軍決定更換新型的反潛機。為壓縮成本，美國海軍打算以P-3為基礎進行設計。該機原先稱為P-3G，並計劃在2001年前採購125架。然而，美國海軍不願意在沒有任何競爭的情況下選擇洛克希德公司的P-3G，並於1987年1月發出了最終的「採購請求」提案（RFP）。根據「遠程反潛戰能力飛機」（LRAACA，Long-Range Air ASW-Capable Aircraft）的標案，波音和麥克唐納-道格拉斯公司都提出各自的方案，分別為：
- 波音 -以757為基礎進行進行改裝[2]
- 麥道 -以MD-90為基礎進行進行改裝[3]

1988年10月，美國海軍宣布因為洛克希德的方案更便宜而得標。1989年1月4日美國國防採購委員會（DAB）建議全面開發LRAACA。該計畫成本約6億美元，最高成本限額為7.5億美元。然而，1989年11月，洛克希德宣布由於工期緊張和設計問題，成本超支3億美元。1990年7月20日，美國海軍因違約而終止了P-7A項目合同。
最初的計劃包括 P-3C 的更新 IV 電子設備。

### 設計
P-7是P-3C的放大版本，故機身橫斷面與P-3相似，但加長了2.40公尺（8英尺），翼展加長了2.10公尺（7英尺）。與P-3相比，尾翼面積增加了25%，但尾翼高度降低。P-7預計裝配P-3C的更新IV電子設備，駕駛艙將配備八面CRT顯示器和一個用於武器投放的可收起HUD。該機的其他設備包括搜尋雷達、磁異常探測器、熱誘餌彈發射器、光電探測器、雷達告警接收器、紅外對抗和窗戶上的雷射偏轉螢幕。主要的潛水艇探測感測器是聲納浮標，其中112個安裝在內部；另外還可存放38枚，以便在飛行中重新裝載。另外150枚可以裝在10個翼下吊艙。
而機身內部則有一個炸彈艙，最多可容納3,400公斤的武器和12個翼下掛架。

### 傳記
- United States General Accounting Office (US GAO).  (PDF) (Letter). Letter to Howard L. Berman, United States House of Representatives. July 17, 1987  [2024-04-12]. （原始内容存档 (PDF)于2022-04-07）.